# オフサイド7
『オフサイド7』(Escape to Athena)は、1979年のイギリス映画。日本では1980年2月16日から東宝東和系で上映された。

## 概要
第二次世界大戦中の1944年、ギリシャはナチス・ドイツの占領下にあった。収容所の責任者メイヤー・オットー・ヘヒトは古代ギリシャの美術品をベルリンやスイスに密輸していた。強制収容所には考古学者ブレイク(デヴィッド・ニーヴン)たちが収容されていたが、彼らは看守たちを上手くだまして反独レジスタンスを計画していた。
そうした中、アメリカのコメディアンがこの島に到着し慰問活動を始め、彼らはレジスタンス活動に協力し始めた。抵抗運動の指導者ゼノ(テリー・サバラス)がドイツ中尉の自動車のブレーキを事前に破壊した上で殺害する。
すると当局は犯人が48時間以内に名乗り出ないと市民を10人処刑するとアナウンスした。これを聞いたゼノは彼らを救出する為に収容所に駆け付ける。ギリシャ正教会の修道院に隠された財宝をドイツ人による略奪から守ろうと行動を取る。

## キャスト
| 役名                 | 俳優                         | 日本語吹替                                                   |
| 役名                 | 俳優                         | TBS版                                                        |
| -------------------- | ---------------------------- | ------------------------------------------------------------ |
| オットー・ヘクト少佐 | ロジャー・ムーア             | 広川太一郎                                                   |
| ゼノ                 | テリー・サバラス             | 森山周一郎                                                   |
| ブレイク教授         | デヴィッド・ニーヴン         | 中村正                                                       |
| チャーリー           | エリオット・グールド         | 羽佐間道夫                                                   |
| エレアナ             | クラウディア・カルディナーレ | 宗形智子                                                     |
| ドティ               | ステファニー・パワーズ       | 武藤礼子                                                     |
| ナット・ジャドソン   | リチャード・ラウンドトゥリー | 屋良有作                                                     |
| ブルーノ             | ソニー・ボノ                 | 青野武                                                       |
| ボルクマン大佐       | アンソニー・バレンタイン     | 若本規夫                                                     |
| マン軍曹             | マイケル・シェアード         | 村越伊知郎                                                   |
| 囚人                 | ウィリアム・ホールデン       | 郷里大輔                                                     |
| 不明 その他          |                              | 西村知道 安田隆 山本竜馬 津田英三 佐々木優子 福士秀樹 池田真 |
|                      |                              |                                                              |
| 演出                 | 演出                         | 小林守夫                                                     |
| 翻訳                 | 翻訳                         | 佐藤一公                                                     |
| 効果                 | 効果                         | 遠藤堯雄/桜井俊哉                                            |
| 調整                 | 調整                         | 前田仁信                                                     |
| 制作                 | 制作                         | 東北新社                                                     |
| 解説                 |                              |                                                              |
| 初回放送             | 初回放送                     | 1982年6月14日 『月曜ロードショー』                           |

※日本語吹替はブルーレイ収録

## スタッフ
- 監督：ジョルジュ・パン・コスマトス
- 撮影：ギルバート・テイラー
- 製作：デイヴィッド・ニーヴン・ジュニア、ジャック・ウィナー、ルー・グレイド
- 脚本：ジョルジュ・パン・コスマトス、リチャード・S・ロクト
- 原作：ジョルジ・パン・コスマトス、リチャード・S・ロクト
- 音楽：ラロ・シフリン